# Lapos partiteknős
A lapos partiteknős (Heosemys depressa) a hüllők (Reptilia) osztályába, a teknősök (Testudines) rendjébe és a földiteknősfélék (Geoemydidae) családjába tartozó faj. A fajt 1994-ig vadonban kihaltnak hitték, az utolsó feljegyzés 1908-ból származott.

## Előfordulása
Arakan-hegység Mianmar nyugati részén.

## Megjelenése
Páncéljának hossza kevesebb, mint 30 centiméter, színe világosbarna, fekete foltokkal.

## Életmódja
A vadon élő egyedek életmódja ismeretlen.